# لی یووی
لی یووِی (چینی: 李玉伟؛ زادهٔ ۲۰ ژوئیهٔ ۱۹۶۵) تیرانداز سابق اهل چین است.